# Оттінг
Оттінг (нім. Otting) — громада в Німеччині, знаходиться в землі Баварія. Підпорядковується адміністративному округу Швабія. Входить до складу району Донау-Ріс. Складова частина об'єднання громад Вемдінг.
Площа — 13,40 км2. Населення становить 770 ос. (станом на 31 грудня 2020).